# Norbert Pu
Norbert Pu Yingxiong (* 26. August 1958 in Alishan) ist ein taiwanischer Geistlicher und römisch-katholischer Bischof von Chiayi.

## Leben
Norbert Pu studierte Philosophie und Theologie an der Katholischen Fu-Jen-Universität und empfing am 1. Januar 1987 das Sakrament der Priesterweihe für das Bistum Chiayi.
Von 1988 bis 1994 war Pu Pfarrer an der Kathedrale von Chiayi. Von 1994 bis 2000 studierte er an der Philosophisch-Theologischen Hochschule der Steyler Missionare in Sankt Augustin, an der er einen Mastergrad in Theologie erwarb. Nach der Rückkehr in die Heimat war er von 2000 bis 2016 Kanzler der Diözesankurie. Während dieser Zeit war er außerdem von 2004 bis 2016 erneut Pfarrer an der Kathedrale und gehörte verschiedenen diözesanen Institutionen und Räten an. Unter anderem leitete er von 2010 bis 2011 die diözesane Liturgiekommission und gehörte von 2015 bis 2016 dem Priesterrat an. Vom Sommer 2016 bis zum Sommer 2017 nutzte er ein Sabbatjahr für weitere Studien in Deutschland. Ab 2017 war er Pfarrer in Putzu, gehörte erneut dem Priesterrat sowie dem Konsultorenkollegium und der Vorschulkommission des Bistums an. Ab 2018 war er Vizepräsident der Liturgiekommission und Seelsorger an einer katholischen Oberschule.
Am 15. Februar 2022 ernannte ihn Papst Franziskus zum Bischof von Chiayi. Der Erzbischof von Taipeh, Thomas Chung An-zu, spendete ihm am 2. April desselben Jahres im Kreisgymnasium des Landkreises Yunlin in Douliou die Bischofsweihe. Mitkonsekratoren waren dessen Vorgänger John Hung SVD und der Bischof von Kaohsiung, Erzbischof Peter Liu Cheng-chung. Damit waren seine drei Vorgänger als Bischöfe von Chiayi an seiner Bischofsweihe beteiligt.